# Papercutz (groupe)
Pour les articles homonymes, voir Papercutz.
Papercutz, stylisé :PAPERCUTZ ou :papercutz, est un groupe portugais d'electropop alternative, originaire de Porto.

## Histoire

### Débuts
Le groupe est formé et dirigé par Bruno Miguel. Il apparaît comme projet musical parallèle à sa participation au groupe de rock électronique Oxygen, mais est devenu leur groupe principal en 2008 avec des musiciens invités. La même année, ils apparaissent sur la compilation Novos Talentos Fnac qui met en avant les artistes de la musique portugaise choisis par Henrique Amaro de la radio nationale Antena 3 et Bruno Miguel remixe le morceau Camaleão pour l'EP du groupe Peixe:Avião originaire de Braga. En juin 2008, ils sortent leur premier single Ultravioleta Rmx's loué par le journaliste Nuno Galopim qui souligne « le moment de saine agitation que le panorama pop/rock portugais (et ses périphéries) a connu cette année » et l'album Lylac en octobre, tous deux par le label canadien Apegenine Recordings. Le travail a été accueilli par la presse nationale avec de bonnes critiques,,.
L'une des chansons de l'album A Secret Search remporte le deuxième prix du concours International Songwriting Competition. Le jury était composé de Tom Waits et Robert Smith, entre autres. En avril 2009, ils remportent un prix pour la catégorie Off the Beaten Track aux People's Music Awards dont la cérémonie avec concerts en direct a eu lieu à Londres,, le jury comprenait Annie Nightingale (DJ de la radio BBC) et Emre Ramazanoglu (producteur associé à Lou Rhodes) et le producteur de XFM Eddy Temple-Morris, et le prix Ones to Watch en août, une initiative de Myspace étant le premier groupe portugais à obtenir cette reconnaissance. La promotion de Lylac amène :papercutz à se produire en 2009 et 2010 en Europe et aux États-Unis, notamment au South by Southwest d'Austin, au Texas,, et à l'Exit Festival, à Novi Sad, en Serbie,.
L'album-remixes Do Outro Lado Lado Do Espelho (Lylac Ambient Reworks) est publié en 2010 sous le label anglais Audiobulb Records. Le remix du morceau Lylac par le producteur et pianiste Helios (Keith Kenniff) et la vidéo du japonais Daihei Shibata forment la combinaison choisie par Bruno Miguel et récompensée lors de l'édition 2010 du Protoclip, Festival International du Clip Musical, à Paris avec sa première au Portugal en juillet de la même année dans la sélection officielle des vidéos musicales du Festival Curtas Vila do Conde.
En prévision d'un nouvel album, Bruno Miguel est invité à remixer des morceaux d'autres projets internationaux, et pour la compilation célébrant le premier anniversaire de la publication anglaise de musique électronique Future Sequence, une réinterprétation du morceau Disintegration, tiré de l'album phare du même nom de The Cure, est réalisée,,.

### The Blur Between Us
Le groupe passe une partie de l'année 2011 à New York où il travaille avec le producteur Chris Coady (Beach House, Yeah Yeah Yeahs, TV on the Radio) et le résultat est le deuxième album The Blur Between Us qui sort en juillet 2012 par le label anglais Sounds of a Playground avec une édition nationale en septembre par Rastilho Records et qui voit les :papercutz adopter un album plus sombre par rapport à l'album précédent avec la participation de l'écrivain José Luís Peixoto. Le journaliste Vítor Belanciano de Público souligne sa « pop électronique stimulante aux contours sombres » et le radiodiffuseur Nuno Ávila le considère comme l'un des meilleurs albums nationaux de l'année. Le groupe se produira à nouveau au festival South by Southwest mais aussi au Portugal avec des présentations officielles de l'album dans tout le pays,.
Fin 2012, Bruno Miguel est sélectionné pour la Red Bull Music Academy qui le ramène à New York pour travailler en studio avec des moniteurs comme Four Tet ou Flying Lotus tout en ayant de nouvelles performances live. Il passe également par une nouvelle phase de composition en 2013 et entame une collaboration avec le label Enchufada (de Buraka Som Sistema] à travers le single Storm Spirits. De retour au Portugal, :papercutz termine ses concerts en présentant The Blur Between Us au festival Neopop, Fusing, Casa da Música et au festival Paredes de Coura, entre autres,,,. Fin 2013, les :papercutz voient l'un de leurs albums être édité pour la première fois au Japon par les mains de Kilk Records ayant un airplay de leur single sur les radios locales. C'est à ce stade que le producteur est très sollicité pour la production d'artistes internationaux. Le groupe fait une pause temporaire à la fin de l'année 2014 afin que Bruno Miguel puisse poursuivre d'autres projets tels que des bandes originales.
Fin 2016, le groupe revient aux concerts et prépare le troisième album original avec une nouvelle chanteuse invitée, remplaçant Melissa Veras qui formera le projet ASA avec Catarina Miranda, connue par son projet solo Emmy Curl et qui faisait déjà partie du dernier line-up live,. En janvier 2017, le groupe sort un nouveau morceau, et fait partie d'un entourage d'artistes qui rassemble certains des meilleurs projets nationaux représentant la musique portugaise comme pays vedette de l'édition annuelle d'Eurosonic, le plus grand festival et conférence de l'industrie musicale européenne,. Ensuite, ils partent aux États-Unis pour des concerts et reviennent pour des dates sur le territoire national,,.

### King Ruiner
Au cours de 2018 et 2019, ils partent pour plusieurs dates de tournée, à travers l'Europe avec quelques passages dans divers festivals. Le groupe termine l'année 2019 avec la sortie de nouveaux singles, jouant pour la première fois en Islande au festival Iceland Airwaves et annonçant la sortie internationale de leur album King Ruiner en 2020. Enregistrée entre Porto, New York, Hambourg et Tokyo, l'œuvre compte de nouvelles chanteuses invitées, l'Allemande Lia Bilinski et la Japonaise Rena Morizono,,.

## Discographie

### Albums studio
- 2008 : Lylac (Apegenine Recordings)
- 2010 : Do Outro Lado Do Espelho (Lylac Ambient Reworks, Audiobulb Records)
- 2012 : The Blur Between Us (Sounds of a Playground/Rastilho Records)
- 2013 : The Blur Between Us (Extended Japanese Edition) (Kilk Records)
- 2020 : King Ruiner (Moorworks)
- 2020 : King Ruiner (Extended Japanese Edition) (Kilk Records)

### EP
- 2008 : Ultravioleta Rmx's (Apegenine Recordings)
- 2013 : Where Beasts Die (At Dawn Remixed EP) (Sounds of a Playground)
- 2013 : Rivers (At Dusk Remixed EP) (Sounds of a Playground)
- 2016 : Trust / Surrender  (Sounds of a Playground)

### Compilations
- 2008 : Base One - Paradox City V.A. (Base Recordings)'
- 2008 : Novos Talentos Fnac 2008 (Fnac Portugal)
- 2010 : T(H)REE - Novas Musicalidades De Portugal, Hong Kong E Macau (Cobra Discos)
- 2011 : Sequence1 (Futuresequence 2011)
- 2011 : Various - Celestial Summer (LYFSTYL 2011)
- 2013 : And Darkness Came (Headphone Commute)
- 2013 : Uper Cuts (Enchufada)
- 2013 : Various Assets - Red Bull Music Academy New York (Red Bull)
- 2018 : Full Circle 5 versions - A Strangely Isolated Place (ASIP)